# Alsódobsza
 Alsódobsza – wieś i gmina w północno-wschodniej części Węgier, w pobliżu miasta Szerencs.
Administracyjnie gmina należy do powiatu (węg. kistérség) Szerencs, wchodzącego w skład komitatu Borsod-Abaúj-Zemplén i jest jedną z 18 gmin tegoż powiatu.
Alsódobsza leży 22 km na północny wschód od Miszkolc i na południowy zachód od Gór Zemplén.

## Historia
Po raz pierwszy nazwa miejscowości w dokumentach pisanych została wymieniona w 1332 w formie Dobszát.

## Zabytki
- Kościół Reformatów z 1807.